# Doutrina Schneider

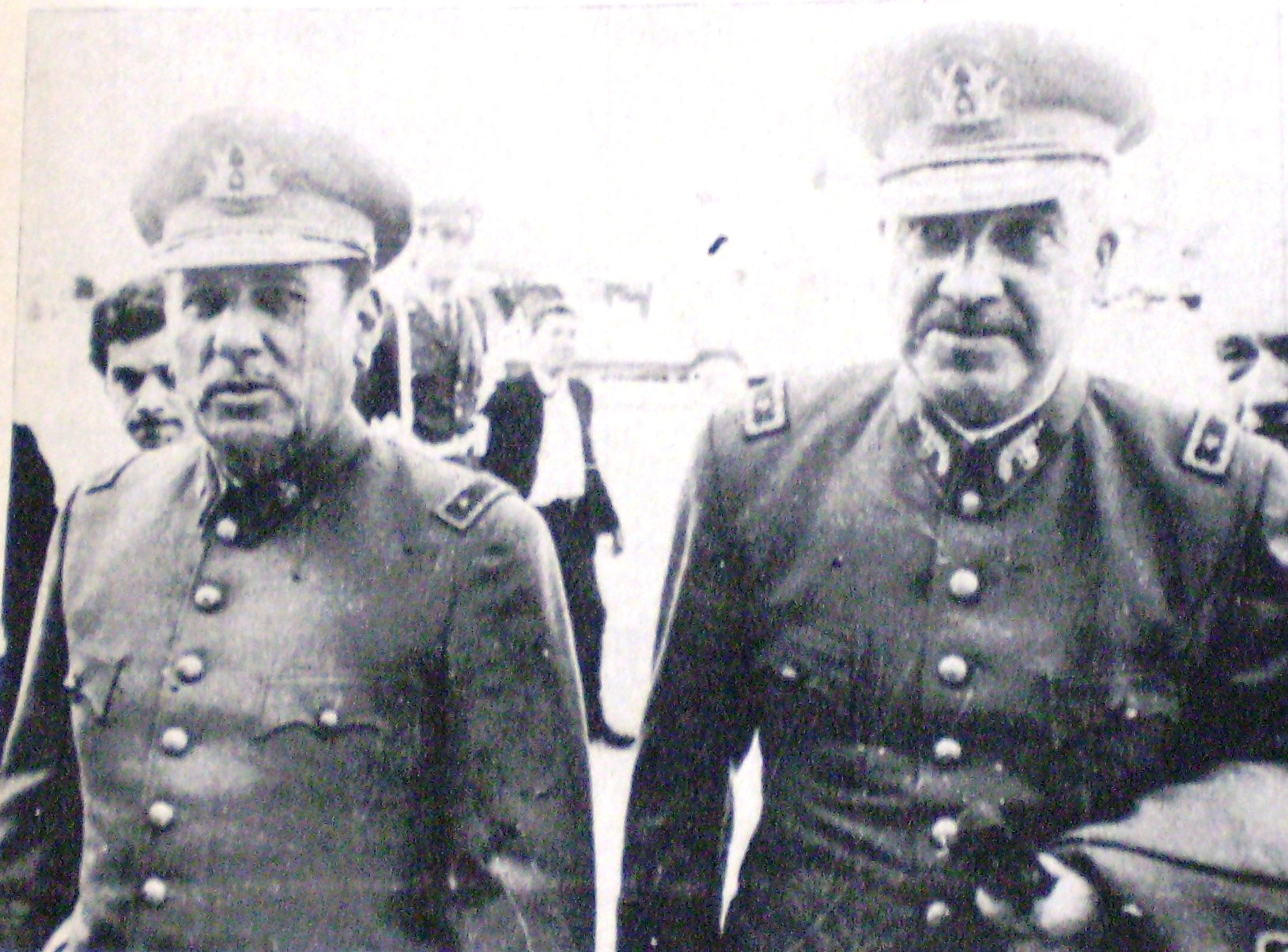
Foto de René Schneider Chereau e seu exército

A Doutrina Schneider é o nome atribuído ao princípio de estrito não envolvimento das forças armadas em assuntos políticos, formulada pelo comandante-em-chefe do Exército Chileno René Schneider Chereau.
O princípio teria sido enunciado pela primeira vez numa reunião do Estado Maior do Exército, em 23 de Julho de 1970: 
"As forças armadas não são um caminho ao poder político e nem uma alternativa a esse poder. Elas existem para garantir o trabalho regular do sistema político e o uso da força para qualquer finalidade que não para sua defesa constitui alta traição."